# Tonight's the Night (Gonna Be Alright)
Pour les articles homonymes, voir Tonight's the Night.
Singles de Rod Stewart
This Old Heart of Mine
(1976) The Killing of Georgie (en)
(1976)
Tonight's the Night (Gonna Be Alright) est une chanson écrite, composée et interprétée par le chanteur britannique Rod Stewart. Sortie en single en mai 1976, elle est extraite de l'album A Night on the Town.
C'est un succès international qui se classe notamment en tête des ventes aux États-Unis et au Canada.

## Le succès malgré la censure
Enregistrée aux studios Muscle Shoals en Alabama aux États-Unis, la chanson est choisie comme premier extrait de l'album A Night on the Town. Slow sensuel, le titre est banni des ondes au Royaume-Uni par la BBC qui juge les paroles « Spread your wings and let me come inside » (« Ouvre tes ailes et laisse moi entrer ») beaucoup trop suggestives. Cela ne freine en rien les ventes du single qui grimpe jusqu'à la 5e place du hit-parade britannique.
Le succès est encore plus important en Amérique du Nord. En effet, aux États-Unis la chanson reste en tête du Billboard Hot 100 pendant huit semaines consécutives, soit la plus longue durée pour un numéro un depuis Hey Jude des Beatles en 1968. Certifiée disque d'or le 30 novembre 1976 par la Recording Industry Association of America pour plus d'un million d'exemplaires vendus,  elle est également numéro 1 des ventes annuelles. Au Canada, le titre atteint la première place du classement hebdomadaire et réalise aussi la meilleure vente de singles de l'année.
L'actrice suédoise Britt Ekland, alors compagne de Rod Stewart, apparaît dans le clip vidéo réalisé par Bruce Gowers,. C'est elle que l'on entend prononcer les paroles en français à la fin de la chanson.

## Classements
| Classement (1976)                       | Meilleure position |
| --------------------------------------- | ------------------ |
| Allemagne (Media Control AG)            | 26                 |
| Australie (Kent Music Report)           | 3                  |
| Belgique (Flandre Ultratop 50 Singles)  | 13                 |
| Belgique (Wallonie Ultratop 50 Singles) | 37                 |
| Canada (RPM Top Singles)                | 1                  |
| États-Unis (Billboard Hot 100)          | 1                  |
| Irlande (IRMA)                          | 6                  |
| Norvège (VG-lista)                      | 6                  |
| Nouvelle-Zélande (RMNZ)                 | 2                  |
| Pays-Bas (Nederlandse Top 40)           | 7                  |
| Pays-Bas (Single Top 100)               | 5                  |
| Royaume-Uni (UK Singles Chart)          | 5                  |
| Suède (Sverigetopplistan)               | 7                  |

| Classement (1976 - 1977) | Meilleure position |
| ------------------------ | ------------------ |
| Canada (RPM)             | 1                  |
| États-Unis (Billboard)   | 1                  |

## Certifications
| Pays              | Certification | Unités certifiées |
| ----------------- | ------------- | ----------------- |
| États-Unis (RIAA) | Or            | 1 000 000         |